# Demòcrates de Catalunya
Demòcrates de Catalunya (DC, 'Kataloniens demokrater') är ett kristdemokratiskt parti som förespråkar katalansk självständighet från Spanien. Partiet grundades i juli 2015 av Antoni Castellà, Núria de Gispert, Joan Rigol och andra avhoppare från Kataloniens demokratiska union.
I det katalanska parlamentsvalet i september samma år deltog man i den segrande alliansen JxSí.
I valet till det spanska parlamentet i december var man en del av valkartellen Demokrati och frihet (DiL).
I parlamentsvalet i Katalonien 2017 deltog man i valalliansen Kataloniens republikanska vänster - Katalonien Ja (ERC–CatSí).